# Pyractonema vexillaria
Pyractonema vexillaria là một loài bọ cánh cứng trong họ Đom đóm (Lampyridae). Loài này được Gorham miêu tả khoa học năm 1881.